# AGK3
Der AGK3, für Astronomische Gesellschaft Katalog 3 ist ein fotografischer Sternkatalog von etwa 200.000 Fixsternen, der auf Initiative der Astronomischen Gesellschaft in den 1960er Jahren entstand. Für die Himmelsdurchmusterung wurden von weltweit verteilten Sternwarten etwa 10.000 genau nachgeführte Fotoplatten belichtet, deren Sternörter nach einheitlichen Methoden ausgemessen wurden.

## Die AG und ihre Sternkataloge
Die Astronomische Gesellschaft als eine der ältesten wissenschaftlichen Vereinigungen Europas war im Jahr 1800 von zwei deutschen Astronomen gegründet worden – dem Gothaer „Astro-Manager“ Franz Xaver von Zach (1754–1832) und dem Bremer Mond-Spezialisten Hieronymus Schröter (1745–1816). Um 1860 hatte die A.G., wie sie in Fachkreisen heißt, den wichtigsten Sternkatalog dieser Zeit, den AGK initiiert. Er wurde ab 1929 mit neuen Messungen und v. a. genaueren Eigenbewegungen zum AGK2 erweitert, der mit der neueren Fassung AGK3 bis heute eine bedeutende Datenbasis für Astronomie, Himmelsmechanik und Bahnbestimmung darstellt.

### Bedeutung von genauen Sternörtern
Solche Verzeichnisse genauer Sternörter sind für fast alle Messungen der Astronomie wichtig, insbesondere für Richtungsmessungen und Ableitung von stellaren Eigenbewegungen. Die meisten der Sternpositionen werden relativ zueinander bestimmt (z. B. mit Meridiankreis oder Photographischem Zenitteleskop PZT), doch müssen sie in einen absoluten Koordinatenrahmen „eingehängt“ werden. Diesen liefern sogenannte Fundamentalkataloge (siehe FK4 oder FK5). Auch für die genaue Bahnbestimmung von Erde, Mond und Planeten sind Sternkataloge unerlässlich. Darüber hinaus erlauben sie die Beobachtung von Systemänderungen wie Präzession oder Nutation, die auf periodische Mondeinflüsse auf die Erdachse zurückgehen und durch Verschiebung der Koordinatenlinien alle Sternörter beeinflussen. Durch Verbindungsmessungen zur Erde, die als stabiler Kreisel in diesem Koordinatenrahmen rotiert, lassen sich die Erdrotation und geophysikalische Einflüsse auf sie genau bestimmen und überwachen.

## Der Sternkatalog AGK3 (ca. 1955–1970)
Die Initiative für den Übergang AGK2–AGK3 kam nach der IAU-Generalversammlung 1952 in Rom von den Hamburger Astronomen Otto Heckmann und Dirk Brouwer vom US-Naval Observatorium. Während der AGK2 im Wesentlichen nur durch die Arbeit dreier Sternwarten entstand (Hamburg, Bonn und St. Petersburg?), war man sich nun im Klaren, dass die gewachsene Anzahl von Referenzsternen (AGK3R, Corbin 1978) durch moderne Meridiankreise auf möglichst vielen Sternwarten beobachtet werden sollten (Referenzsterne geben den fotografischen Aufnahmen, mit denen die „Massenarbeit“ erfolgt, die erforderlichen Parameter für genaue Verknüpfung und Koordinatentransformation).
Die in Arbeit befindliche Überprüfung des FK3 (Kopff 1937–38) zum FK4 (Fricke et al. 1963) war bereits im Gange und sollte ein verbessertes Bezugssystem liefern. Darüber hinaus sollten einige für den AGK2 (Schorr & Kohlschütter 1951–53) eingesetzten Instrumente auch am AGK3 mitwirken, wofür u. a. die Hamburger Astrokamera mit etwa 2 m Brennweite in Frage kam.

### Elf Sternwarten statt früher nur drei
Zur formellen Empfehlung der IAU-Kommission 8 kam es 1955 auf der IAU General Assembly in Dublin. Dadurch erweiterte sich der Kreis mitwirkender Observatorien auf folgende: Babelsberg, Bergedorf, (Bonn), Bordeaux, Greenwich, Heidelberg, Nikolajev, Ottawa, Paris, Pulkovo, Straßburg und Washington (United States Naval Observatory), wo Scott die Meridiankreis-Messungen der AGK3-Sterne koordinieren sollte.

### Arbeiten in Hamburg-Bergedorf
Die Aufnahme und Auswertung der Fotoplatten sollten sich die Sternwarten Hamburg-Bergedorf und Bonn teilen, doch später entschied man, die Aufnahmen der „Bonner AGK2-Zone“ (jede Sternwarte bearbeitete einen gewissen Deklinationsbereich) den Hamburgern zu überlassen. Zwischen August 1956 und Juni 1964 wurden mit 1939 AGK3-Platten ebenso viele belichtet wie im früheren Projekt – aus einem Deklinations-Bereich vom Himmelspol bis herab zu δ = 2,5°.

### Aufnahmetechnik und Foto-Emulsionen
Spezielle Beachtung fand die Art der Aufnahmen – auf beiden Seiten des Piers, um systematische Fehler vom Kameraobjektiv zu vermeiden. Die zwei Plattensets wurden jeweils in entgegengesetzter Richtung am Stereokomparator ausgewertet und die Bildkoordinaten x und y gemittelt. Wie beim AGK2 bestand wieder das Problem der Beschaffung geeigneten Fotomaterials – aber weniger das Glas (wiederum von der Grünenthaler Spiegelglas A.G.), sondern die Emulsionen. Für sie kamen drei Firmen in Betracht (Kodak Co. in London, Agfa-Wolfen in Ostdeutschland und Perutz & Co. in München), doch die Situation im Nachkriegs-Deutschland war auch bei solcher Konkurrenz schwierig. Lange Lieferzeiten, Zollformalitäten und der beginnende Kalte Krieg begünstigten schließlich die Platten aus München; Agfa und Kodak beliefen sich zusammen auf nur etwa 30 Prozent. Perutz musste lange an der Empfindlichkeit der Emulsionen experimentieren, um ausreichende Sensibilität zu erreichen. Die wissenschaftliche Plattenproduktion wurde eingestellt, als Perutz später im neuen Unternehmen Agfa-Gevaert aufging. Um 1990 stellte dann auch Kodak die Produktion von Astroplatten ein.

### Ausmessung und Reduktionen
Ab 1957 arbeitete Bergedorf wieder an drei Plattenmessern, weil Bonn seine Maschine verlieh. Nach achtjähriger Arbeit waren alle Platten vermessen. Die anschließende Berechnung der Daten lief diesmal schneller ab, weil das Universitäts-Rechenzentrum 1956 einen der ersten modernen Computer, einen IBM 650, erhalten hatte. Das manuelle Stanzen von 400.000 Lochkarten ging dabei schneller vonstatten als die Berechnungen mit den Kurbelrechenmaschinen. 1967 erhielt die Sternwarte sogar einen eigenen GIER-Computer der dänischen Regnecentralen. Trotzdem konnte der erste AGK3-Band erst 1975 erscheinen. Das häufige Auswechseln der Magnetbänder machte Probleme, und Washington, D.C. sandte das Magnetband mit den Supplementsternen des AGK3R erst 1967.
Erst nach längeren Diskussionen (Dieckvoss et al.) wurden die Korrektionsverfahren für die Einflüsse der Sternfarben festgelegt. Auch die Anbindung an die AGK3-Sterne (Referenzkatalog AGK2A) bzw. den FK4 und die Neuauswertung der AGK2-Örter wurde verhandelt, weil davon die Qualität verbesserter Eigenbewegungen (EB) stark abhängt. Als mittlerer Fehler ergab sich ±0,13″ für die Positionen und ±0,009″/Jahr für die Eigenbewegungen. Sterne mit merklich größerem Widerspruch wurden weggelassen; betraf er nur den AGK2, wurde die EB ausgeschieden.

### Ergebnis und Ausblick
Wie beim AGK2 dauerte auch nun die Intensivphase etwa 10 Jahre. Das Ergebnis waren rund 250.000 Sterne bis herab zur 9. bis 10. Größe mit deutlich höherer Präzision, v. a. wegen besserer EB durch Neureduktion und längere Zeiträume. Der AGK3 ist auch heute noch vielfach im Einsatz, obwohl die innere Genauigkeit des Hipparcos-Katalogs von 1997 fast 50-mal höher ist. Bei den systematischen Einflüssen ist dies offenbar günstiger, was wohl auch auf die Güte der modernen, teilautomatisierten Meridiankreise zurückgeht. Während „Hipparcos“ in seiner 3- bis 4-jährigen Beobachtungszeit im Weltall eine erstaunliche Positionsgüte erreichte (etwa ±0,003″), wurden die Eigenbewegungen naturgemäß viel schlechter bestimmt, sodass der Katalog zunehmend an Genauigkeit verliert. Die Vor- und Nachteile beim AGK3 liegen gerade umgekehrt, sodass eine gut modellierte Kombination weitere Vorteile bedeutet.